# Victoria-Turm (Mannheim)
Der Victoria-Turm ist ein Hochhaus in der Nähe der Innenstadt von Mannheim unweit des Hauptbahnhofs im Stadtteil Lindenhof, angrenzend an den Mannheimer „Suezkanal“. Es wurde von dem Frankfurter Architektur-Büro Albert Speer & Partner GmbH geplant und im Mai 2001 eröffnet. Der Gebäudekern wurde in 27 Wochen erstellt. Die Fläche pro Stockwerk beträgt 760 m².
Äußerlich betrachtet sind die Glashülle und die Form des Victoria-Turms markant. Sein Grundriss hat die Form einer Raute. In den spitzen Winkeln befinden sich Treppenhäuser. Er ist mit 2 Untergeschossen und 27 Etagen 97,5 Meter hoch und damit das höchste Bürogebäude Mannheims. Ursprünglich war sogar eine Höhe von 114 Metern vorgesehen, diese Pläne konnten aber wegen Einsprüchen des Flugplatzes Mannheim nicht verwirklicht werden. Während der Planungen wurde befürchtet, dass der Turm den Lindenhof von der Innenstadt abschneiden könnte, was sich aber nicht bewahrheitete.
Der Victoria-Turm ist Sitz verschiedener Unternehmen, darunter der Regionaldirektion Südwest der Ergo Versicherungsgruppe – ursprünglich der Victoria Versicherung AG, daher der Name des Gebäudes – und der DB Regio AG, Region Mitte sowie Forvis Mazars, einer internationalen Prüfungs- und Beratungsgesellschaft.
Die Straße unmittelbar am Gebäude (zuvor „Joseph-Keller-Straße“) wurde im November 2001 in „Am Victoria-Turm“ umbenannt.

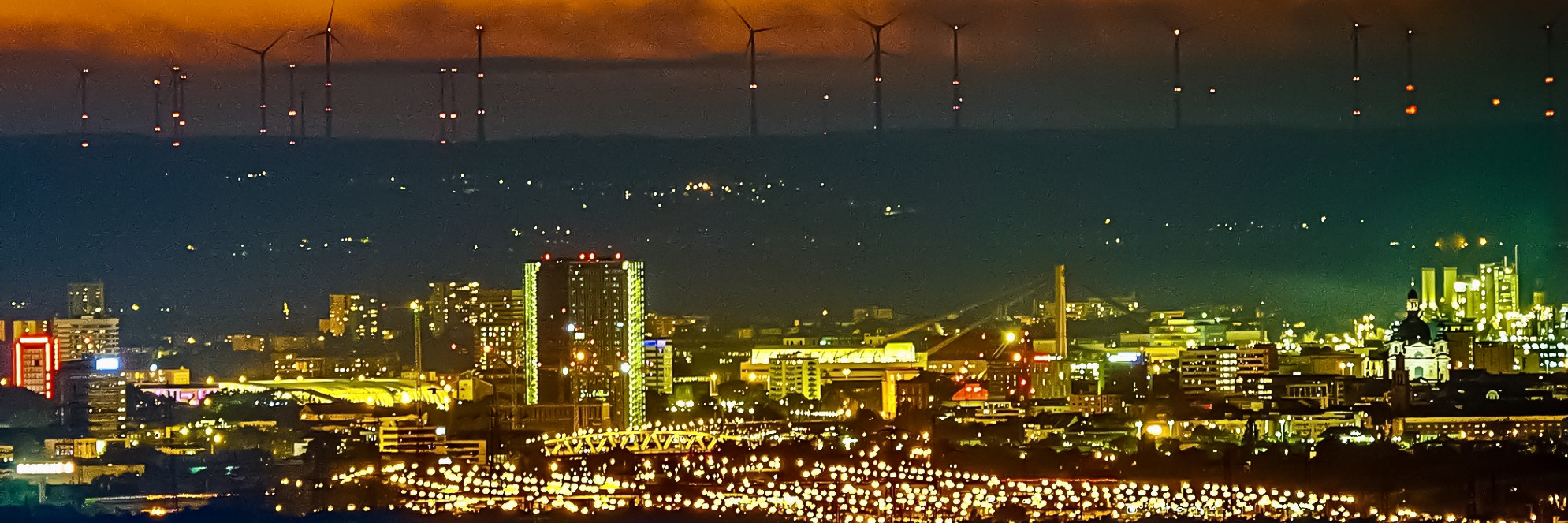
Victoria-Turm Mannheim mit seinen beleuchteten Treppenhäusern an den spitzen Winkeln seiner Rautenformgestalt und seine Umgebung vom Osten gesehen